# Wilaya de Ghardaïa
La wilaya de Ghardaïa (en arabe : ولاية غرداية ; en berbère : ⵜⴰⵡⵉⵍⴰⵢⵜ ⵏ ⵜⵖⵔⴷⴰⵢⵜ), est une subdivision administrative algérienne se trouvant dans la partie nord du Sahara algérien et qui englobe la vallée du Mzab qui fait partie du patrimoine mondial de l'UNESCO. Elle a été formée en 1984.

## Géographie

### Localisation
La wilaya de Ghardaïa est située au centre de la partie Nord du Sahara algérien, elle est délimitée :
- au nord par la wilaya de Laghouat ;
- au nord-est par la wilaya de Djelfa ;
- à l’est par la wilaya de Ouargla ;
- au sud par la Wilaya d'El Meniaa ;
- à l’ouest par la wilaya d'El Bayadh.

|                    | Wilaya de Djelfa, Wilaya de Laghouat |                   |
| Wilaya d'El Bayadh | wilaya de Ghardaïa                   | Wilaya de Ouargla |
|                    | Wilaya d'El Meniaa                   |                   |

### Reliefs
La wilaya de Ghardaïa se caractérise par trois principales zones géographiques :
- le Grand Erg occidental : dont les dunes peuvent atteindre une hauteur de 300 m ;
- la hamada : un plateau caillouteux ;
- la vallée du Mzab, c’est dans le creux de l’oued M’zab, que sont construites les cinq cités du Mzab[4].

### Climat
Le climat de la wilaya est de type désertique chaud ; il se caractérise par un été torride, long et un hiver doux, court aux journées chaudes et aux nuits froides. La pluie est rarissime et tombe généralement en automne et en hiver. Le climat reste dominé par la chaleur, la sécheresse et les grands écarts thermiques diurnes et annuels.

## Histoire

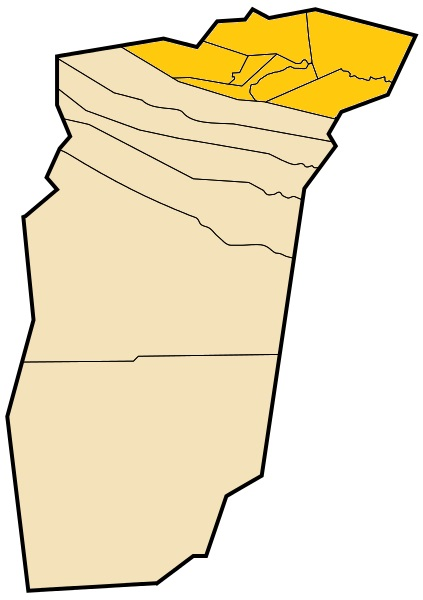
Espaces culturels de la wilaya de Ghardaïa : le Mzab au Nord et le « Pays Chaamba » au Sud.

Des vestiges datant de la Préhistoire ont été découverts dans la région, notamment des gravures rupestres et vestiges funéraires symboliques.
Entre le VIIIe siècle et le Xe siècle, la vallée du Mzab avait connu la fondation des premiers ksours berbères, notamment par la tribu nomade des Béni M’Zab, dont on trouve les ruines à Talazdit et à Aoulaouel, près d'El Atteuf. À partir du Xe siècle, après la chute du royaume rostémide par les Fatimides, les réfugiés de Tahert s'établissent à Sedrata près d'Ouargla. Puis, ils atteignent la région inhospitalière de la Chebka du Mzab (« filet »). Au XIe siècle, ils bâtissent plusieurs ksours dans la région : Ghardaïa, Melika, Beni Isguen, Bounoura et El Atteuf. Deux autres villes plus récentes ont été fondées : El Guerrara en 1631 et Berriane en 1690.
Du XIIe siècle au XVIe siècle, des communautés berbères zénètes, des châambas, juives berbères venues de l'île de Djerba, et juives séfarades venues d'Espagne s'intègrent aux communautés mozabites. La population noire (ikurayan) aurait été importée par la traite orientale. Au XVIIe siècle, des  factions dissidentes de Ghardaïa fondent au nord de la vallée deux cités, Guerrara et Berriane. D'autres dissidents des cités de la pentapole se sont installés dans ces villes coupées du gros de la communauté ibadite.
Lors de la conquête coloniale française, le Mzab, qui avait en 1853 bénéficié d'une convention d'autonomie, est annexé en 1882. Toutefois, les particularités de gestion interne des cités mozabites sont respectées . En 1902, lors de la création des Territoires du Sud, Ghardaïa est incorporée au Territoire de Ghardaïa qui avait comme chef-lieu Laghouat. Après la départementalisation du Sahara algérien en 1957, elle est intégrée à l'arrondissement de Laghouat dans le département des Oasis.
En 1962, le département gagne son indépendance en même temps que le reste de l'Algérie et prend le nom de wilaya des Oasis. Un premier découpage a lieu en 1974, l'actuelle wilaya de Ghardaïa fait alors partie de la wilaya de Laghouat . La wilaya de Ghardaïa nait du deuxième découpage qui a lieu en 1984, Ghardaïa est érigée en chef-lieu de wilaya,. Un dernier découpage a lieu en 2019 et divise la wilaya en l'actuelle wilaya de Ghardaïa et la nouvelle wilaya d'El Meniaa. Ainsi l'actuelle wilaya de Ghardaïa comporte la vallée du Mzab et une partie des Pays Châamba au sud, tandis que la wilaya d'El Meniaa consiste en une grande partie des Pays Châamba,.

## Organisation de la wilaya

### Walis
Le poste de wali de la wilaya de Ghardaïa a été occupé par plusieurs personnalités politiques nationales depuis sa création le 4 février 1984 par la loi no 84-09 qui réorganise le territoire algérien en portant le nombre de wilayas de trente et une à quarante-huit.
| N° | Wali               | Début             | Fin               |
| -- | ------------------ | ----------------- | ----------------- |
| 1  | Mahieddine Chorfi  |                   | 31 août 1985      |
| 2  | Ahmed Hakimi       | 31 août 1985      | 26 juillet 1989   |
| 3  | Mahmoud Si Youcef  | 26 juillet 1989   | 29 juillet 1990   |
| 4  |                    |                   |                   |
| 5  | Khaled Reguieg     |                   | 21 août 1991      |
| 6  | Cherif Kheiredine  | 21 août 1991      |                   |
| 7  |                    | 1995              | 11 juillet 1995   |
| 8  | Mokhtar Atmani     | 11 juillet 1995   | 22 août 1999      |
| 9  | Mahmoud Baazizi    | 22 août 1999      | 4 août 2001       |
| 10 | Abdelmalek Boudiaf | 4 août 2001       | 11 août 2005      |
| 11 | Yahia Fehim        | 11 août 2005      | 30 septembre 2010 |
| 12 | Ahmed Adli         | 30 septembre 2010 | 24 octobre 2013   |
| 13 | Mahmoud Djemaâ     | 24 octobre 2013   | 22 juillet 2015   |
| 14 | Azzedine Mecheri   | 22 juillet 2015   | 26 janvier 2020   |
| 15 | Boualem Amarani    | 26 janvier 2020   | 14 septembre 2022 |
| 16 | Abdellah Abi Nouar | 14 septembre 2022 | en cours          |

### Daïras de la wilaya de Ghardaïa

Organisation de la wilaya de Ghardaïa avant 2019.

La wilaya de Ghardaïa compte 8 daïras.

### Communes de la wilaya de Ghardaïa
La wilaya de Ghardaïa compte 10 communes :

## Démographie
La population de la wilaya est concentrée dans les grandes agglomérations, chefs lieux des communes. La vallée du Mzab regroupe plus de la moitié de la population. En 2008, la population de la wilaya de Ghardaïa était de 363 598 habitants contre 215 955 en 1987. 6 communes dépassaient alors la barre des 30 000 habitants :
| 1987    | 1998    | 2008    |
| ------- | ------- | ------- |
| 215 955 | 296 926 | 363 598 |

| Commune     | Population | Taux de croissance annuel 2008/1998 |
| ----------- | ---------- | ----------------------------------- |
| Ghardaïa    | 93 423     | 0,7 %                               |
| El Guerrara | 59 514     | 2,1 %                               |
| Metlili     | 40 576     | 1,9 %                               |
| Bounoura    | 35 405     | 2,5 %                               |
| Berriane    | 30 200     | 2,0 %                               |

## Ressources hydriques

### Barrages
Cette wilaya comprend les barrages suivants :
- barrage de Oued Boubrik[26] ;
- barrage de Lâadhaira[27] ;
- barrage de Labiod[28].

Ces barrages font partie des 65 barrages opérationnels en Algérie alors que 30 autres sont en cours de réalisation en 2015.

## Santé
- hôpital Brahim Tirichine ;
- hôpital de Metlili ;
- hôpital d'El Ménéa ;
- hôpital de Guerrara.

## Économie

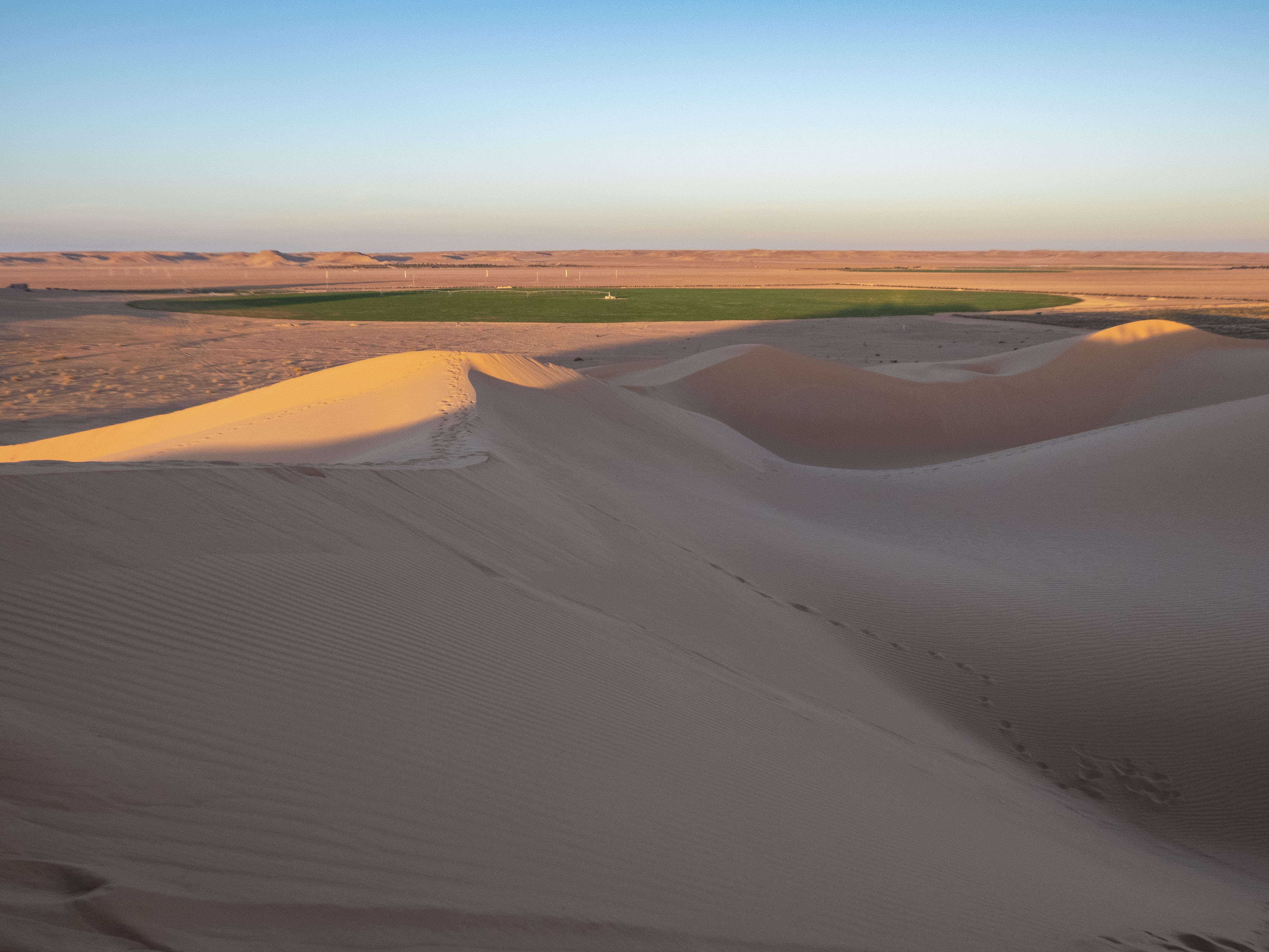
Cercle de culture depuis les dunes de Aïn Loussig, Mansoura.

Deux zones industrielles à Guerrara et Bounoura ont été créées respectivement en 1969 et 1970.

## Patrimoine
La wilaya de Ghardaïa englobe la vallée du Mzab qui est classée patrimoine mondial de l'humanité de l'UNESCO pour ses cinq ksours, les monuments qui les constituent et ses palmeraies, bâtis par les mozabites. Cette vallée constitue une civilisation sédentaire et urbaine qui a su conserver le même mode d'habitat et les mêmes techniques de construction depuis sa fondation au XIe siècle. Ces ksours sont : Ghardaïa, Melika, Beni Isguen, Bounoura et El Atteuf. Les mosquées des cités de la vallée sont surmontées d’un minaret pyramidal, le plus grand étant celui de Ghardaïa avec une hauteur de 22 m.
La vallée comporte également d'autres ksours inscrits sur l'inventaire général des biens culturels immobiliers :Berriane et El Guerrara.  En dehors de la vallée, la wilaya abrite d'autres ksars comme celui de Metlili construit par les Châambas.

La wilaya abrite une zone humide avec deux stations d'eaux thermales à Zelfana.

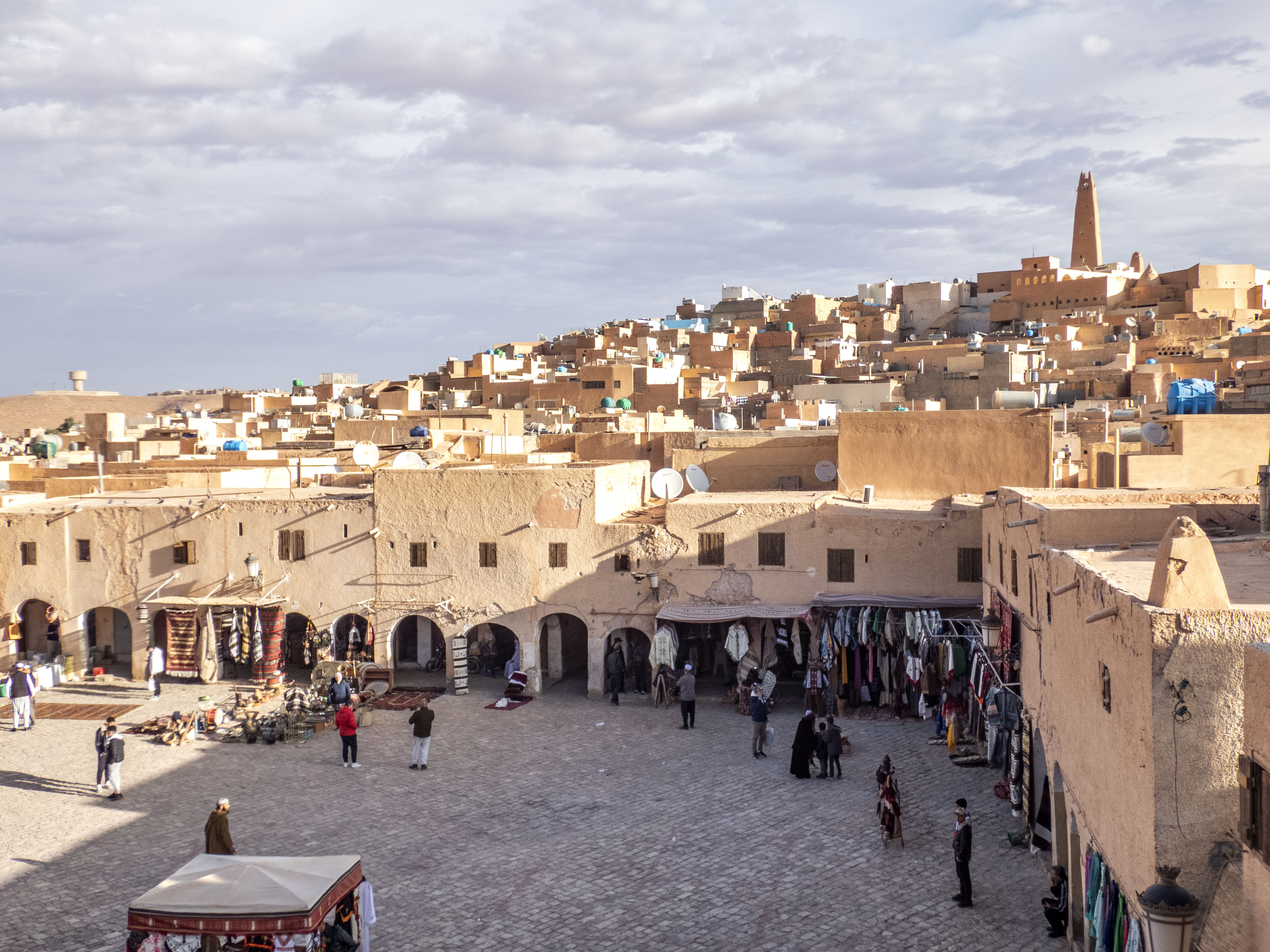
Ksar de Ghardaïa et place du marché.
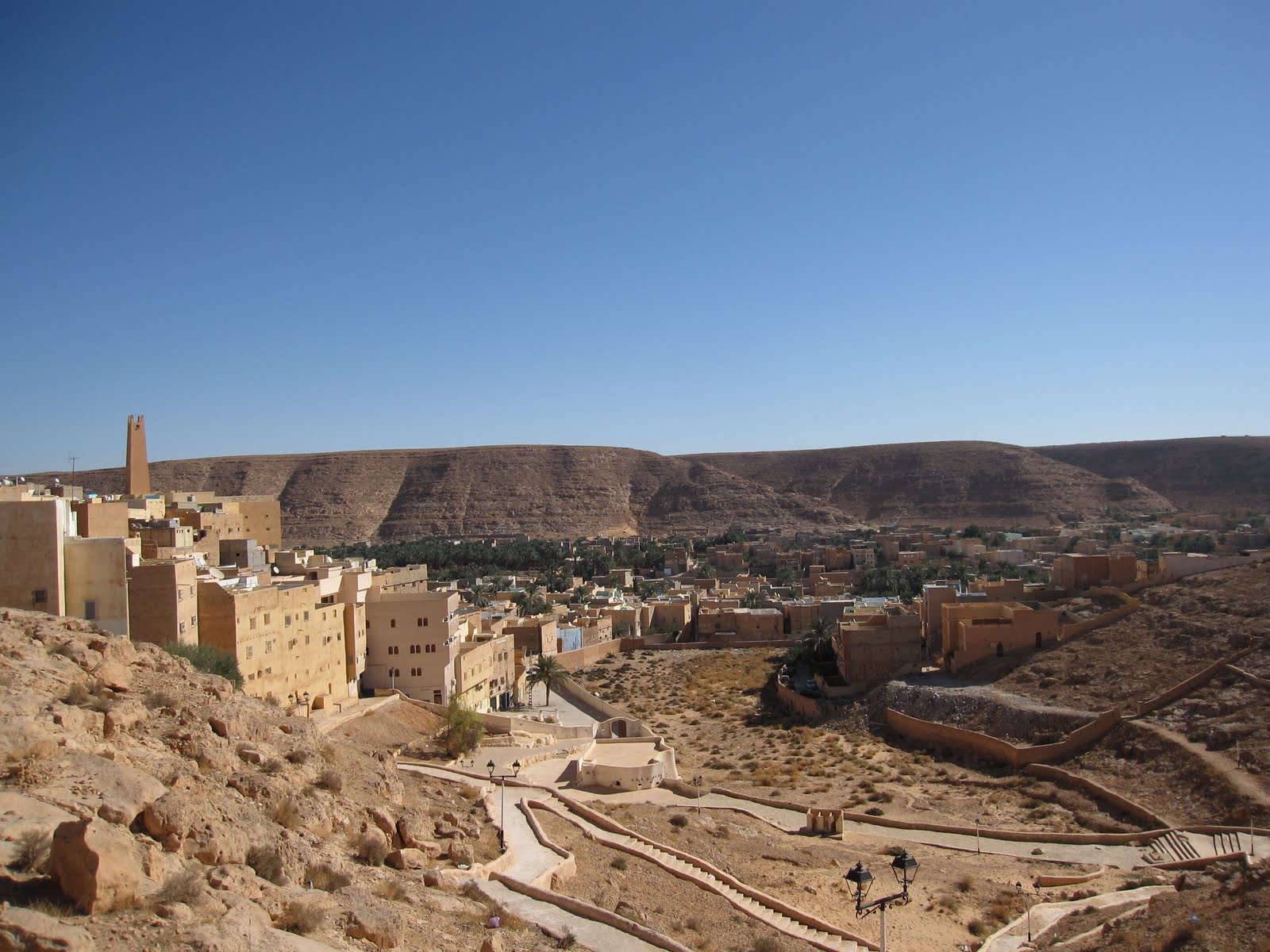
El Atteuf, le plus ancien ksar du Mzab.
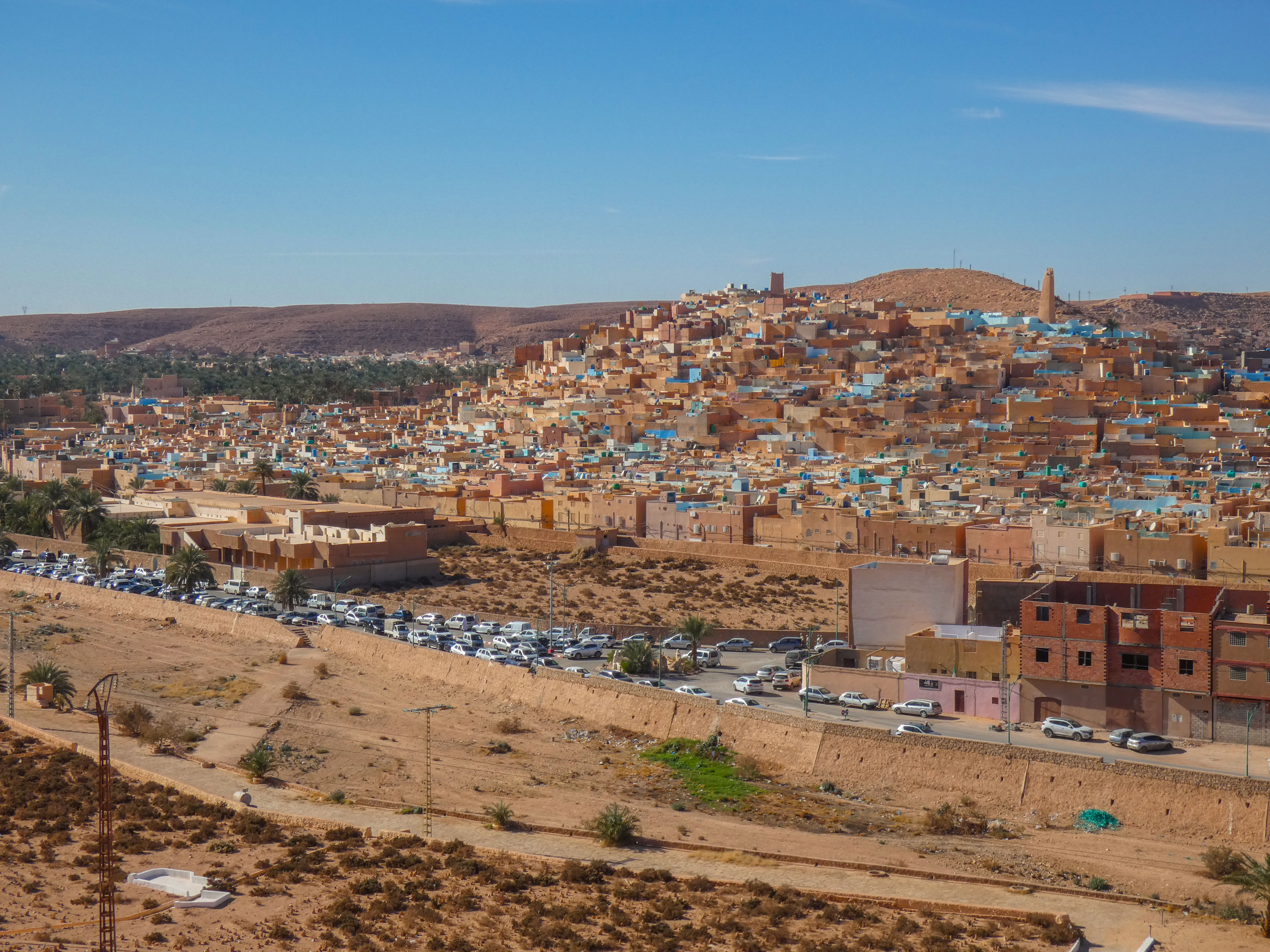
Ksar de Beni Isguen.
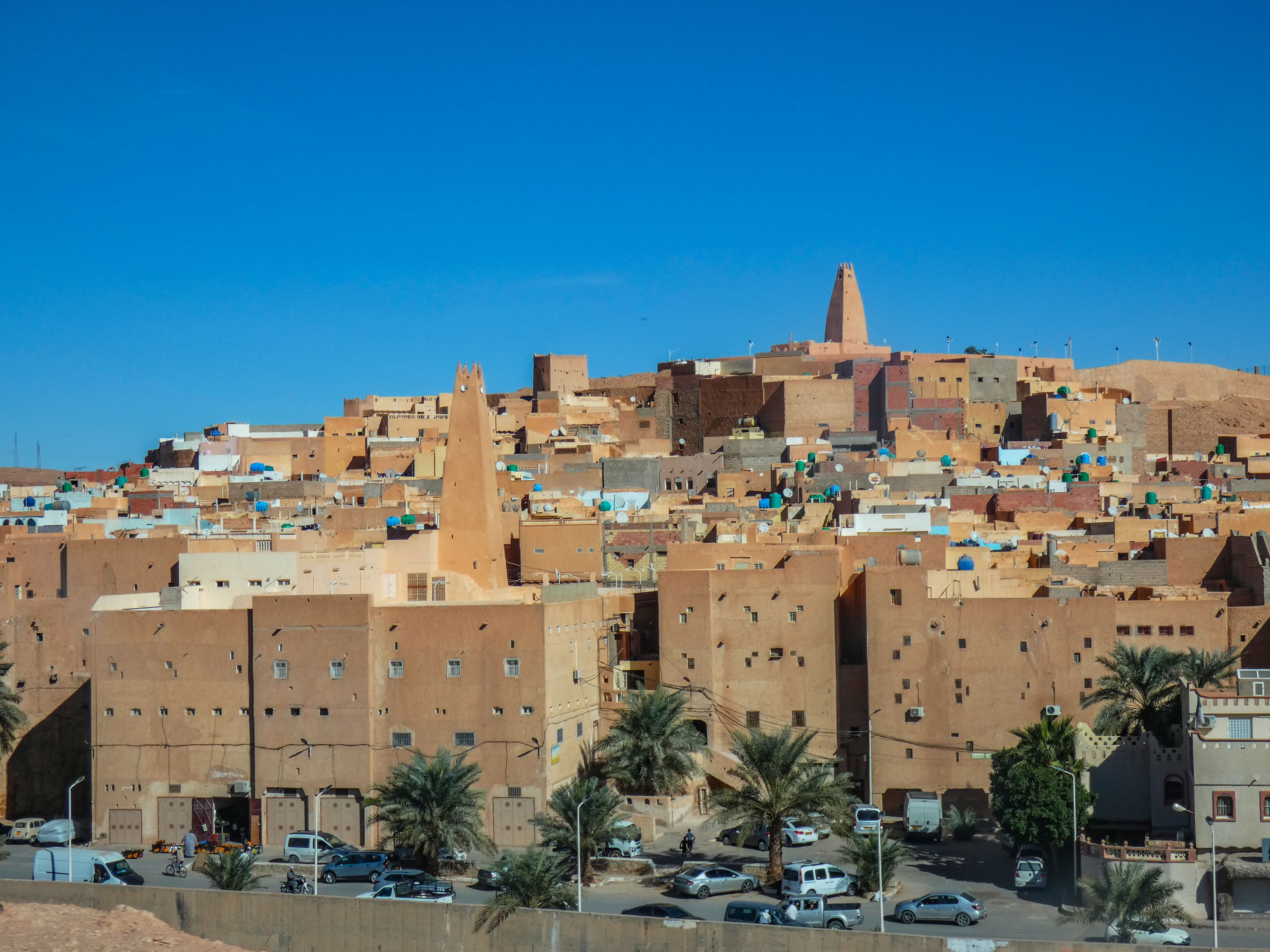
Ksar de Bounoura.
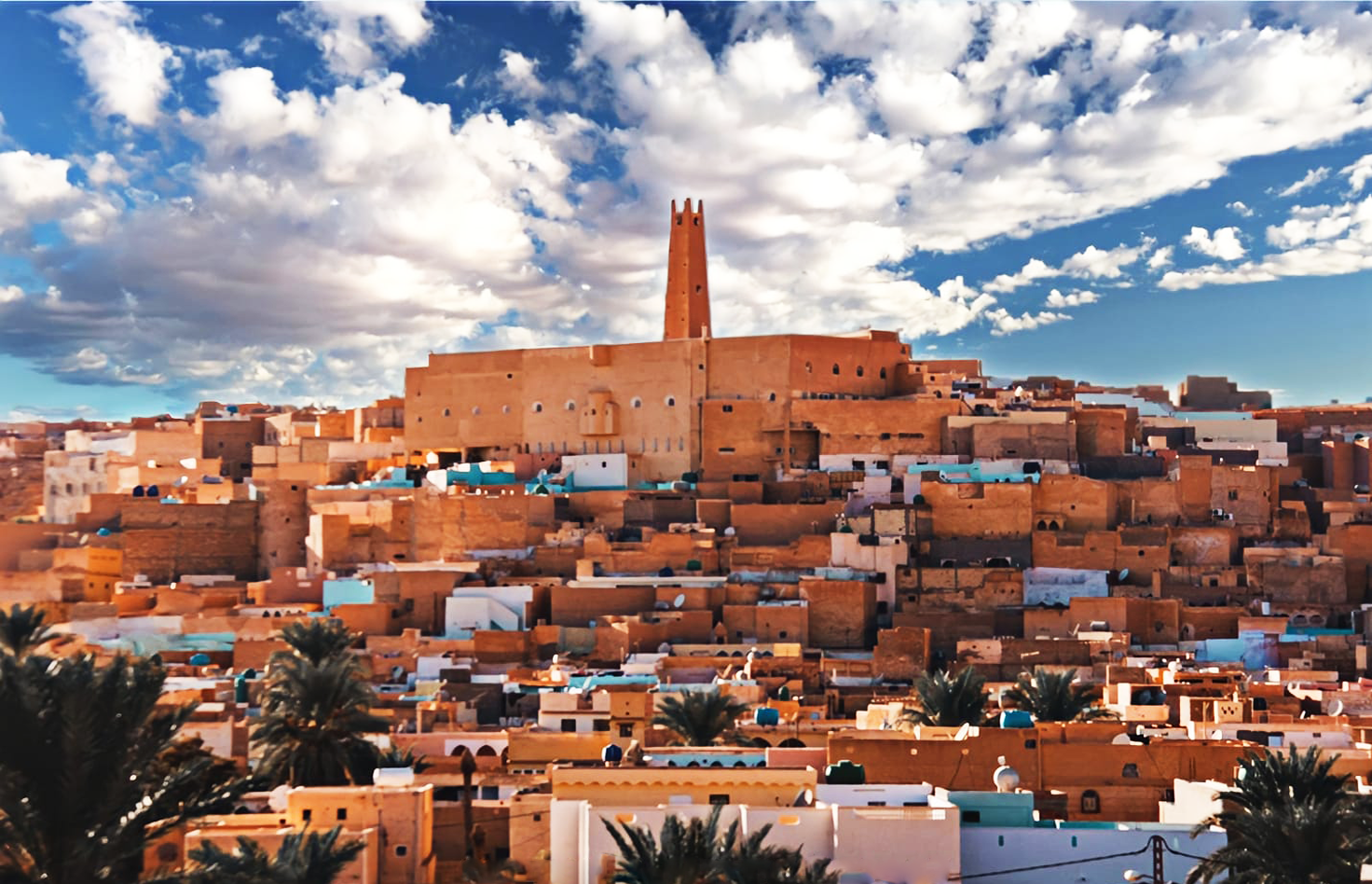
Ksar de Melika.
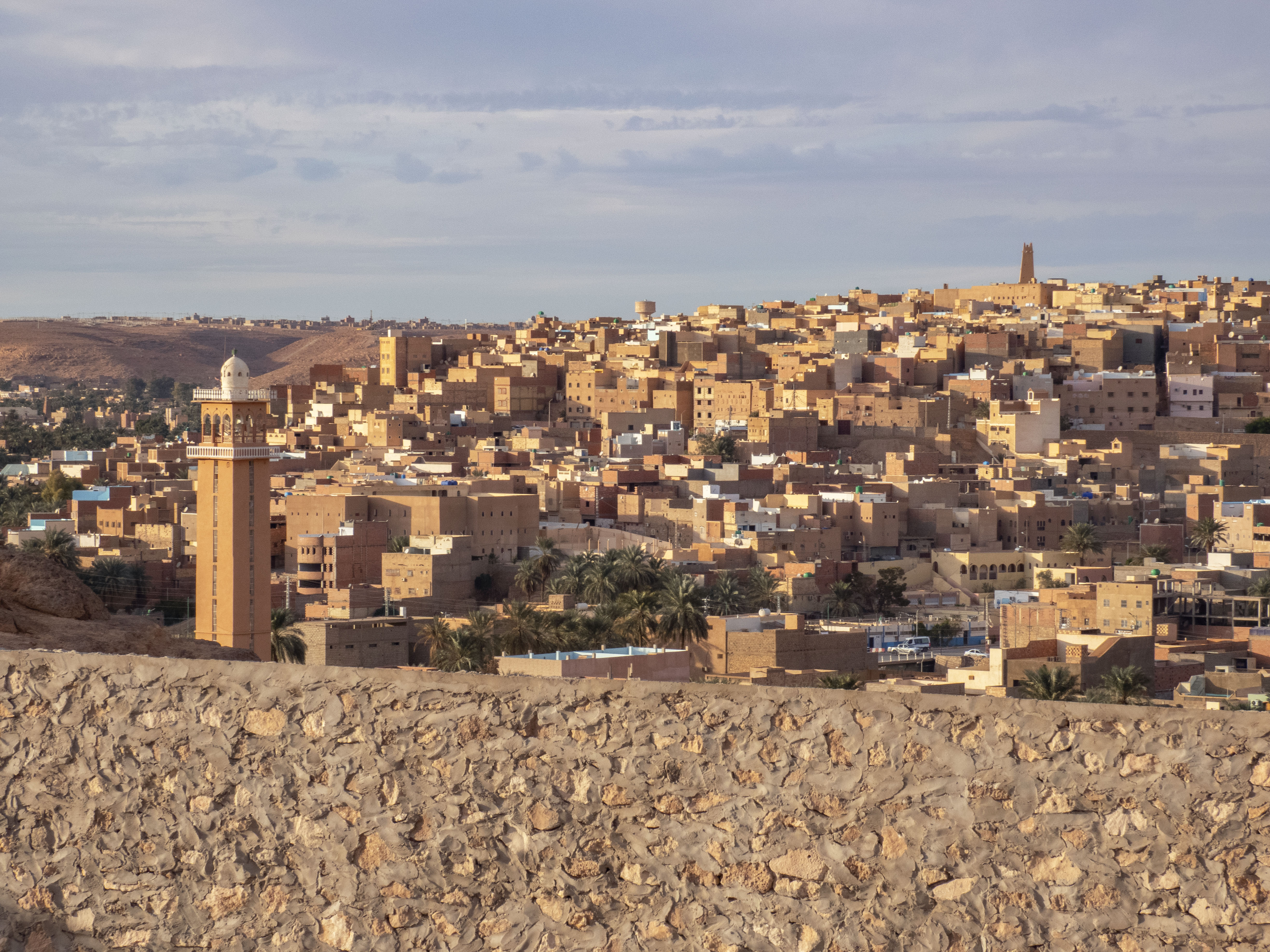
Basse-ville de Ghardaïa et ksar de Melika en arrière-plan.
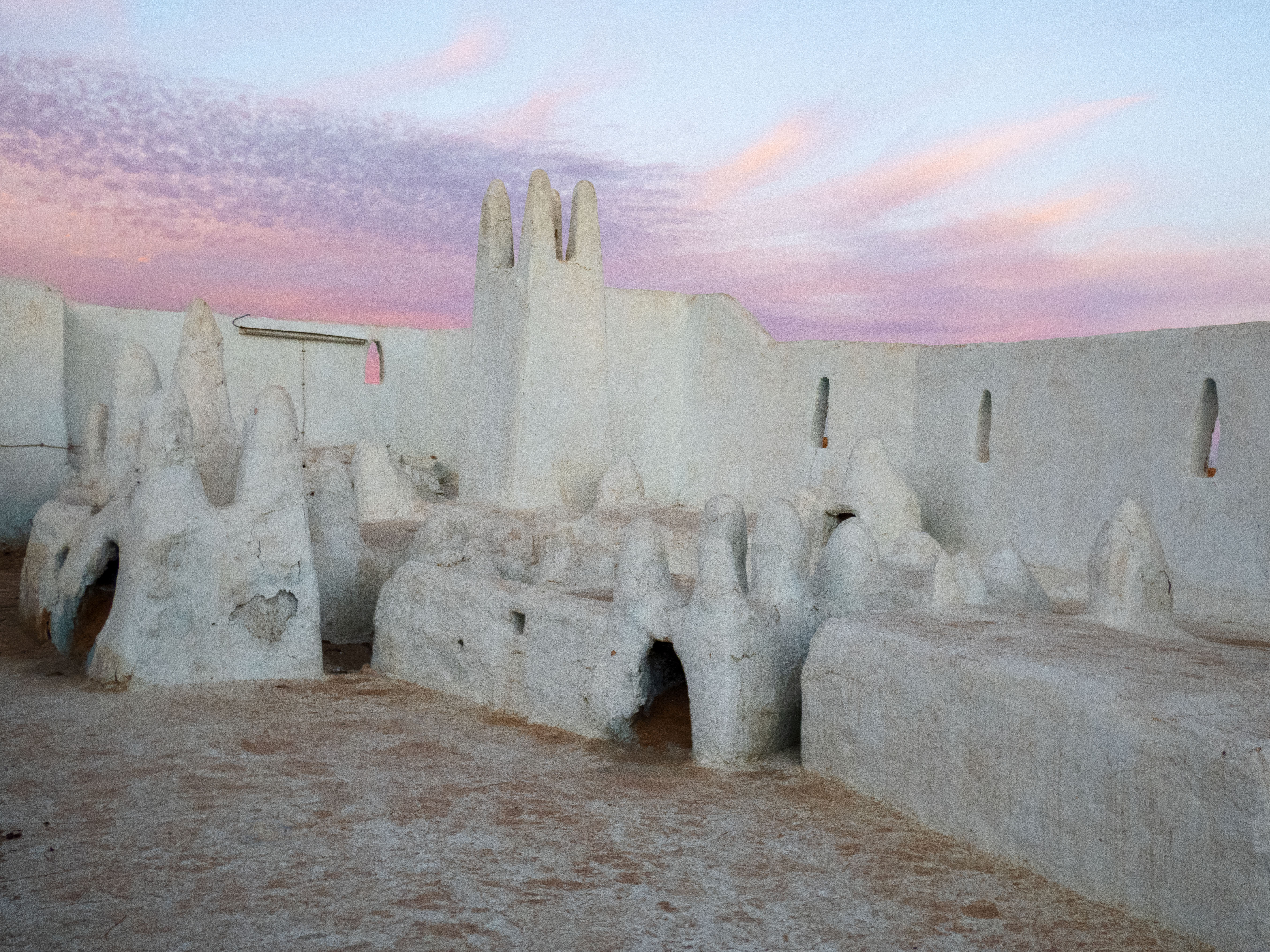
Mausolée de Cheikh Sidi Aïssa, Melika.
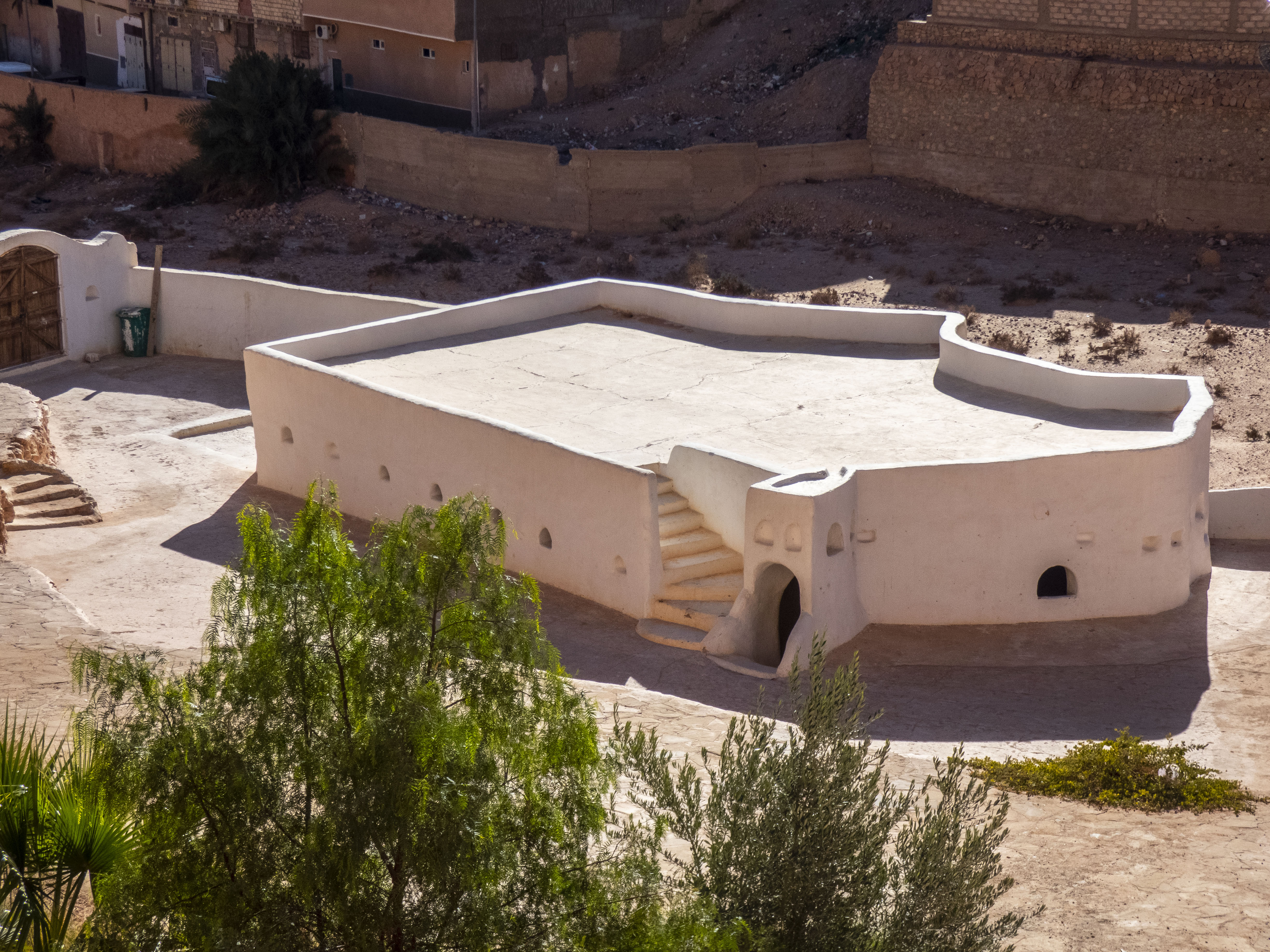
Mausolée de Cheikh Sidi Ami Brahim, El Atteuf.
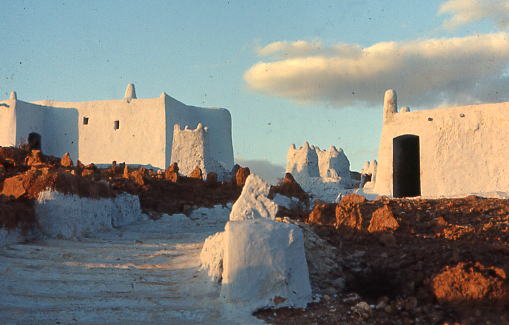
Mosquée de Cheikh Baba-Oueldjemma, Ghardaïa
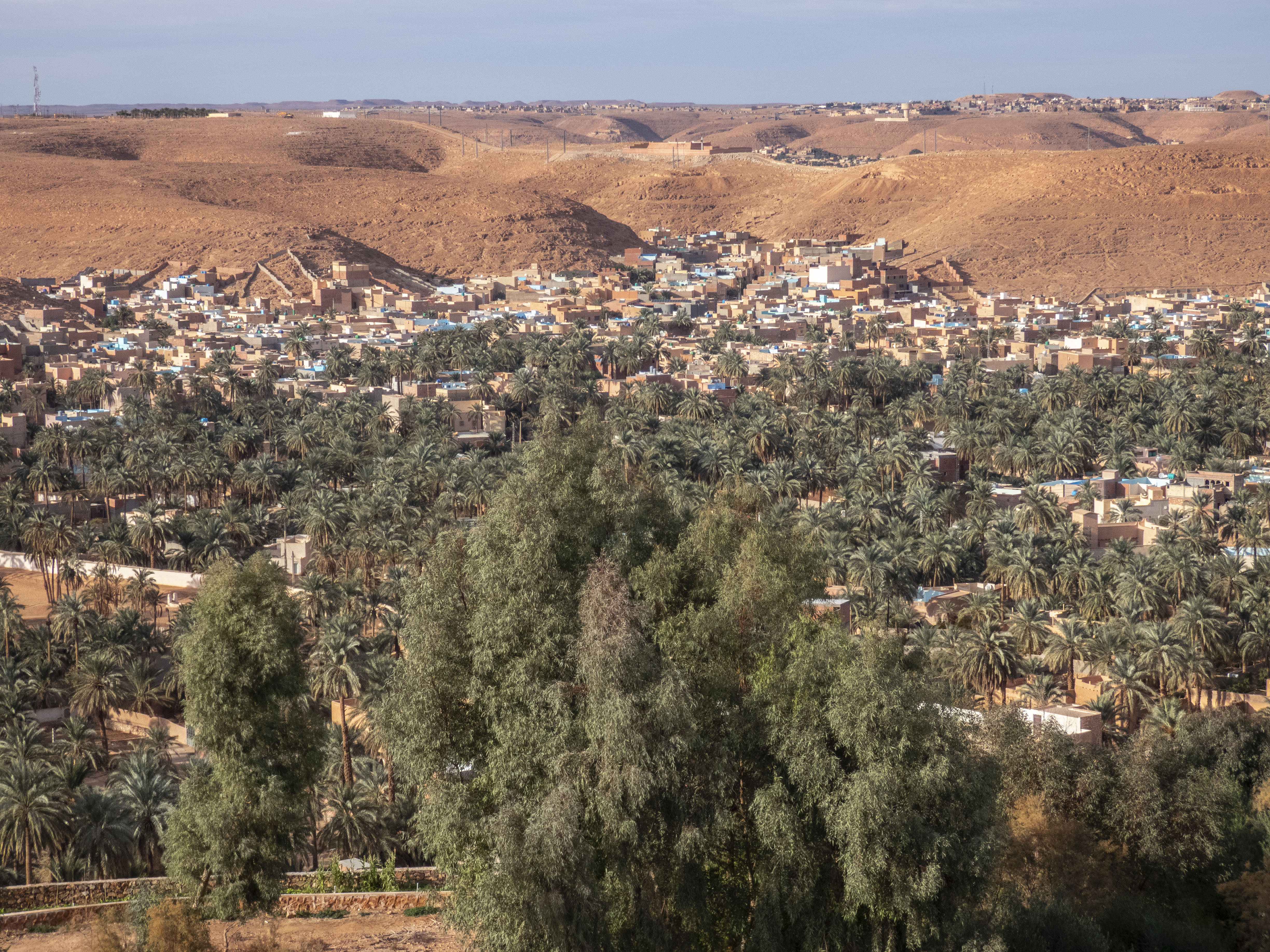
Palmeraie de Beni Isguen.
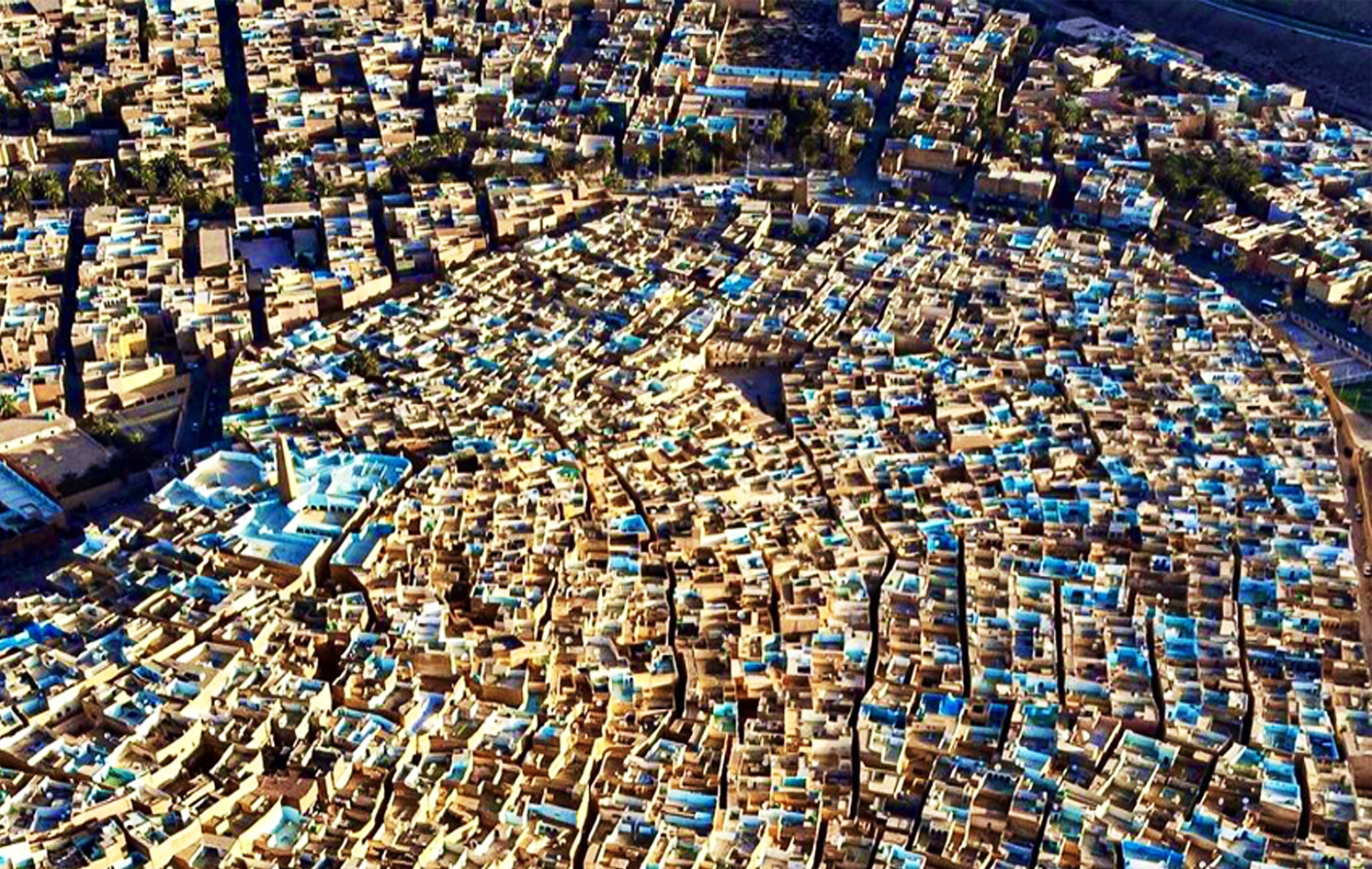
Beni Isguen vu du ciel.
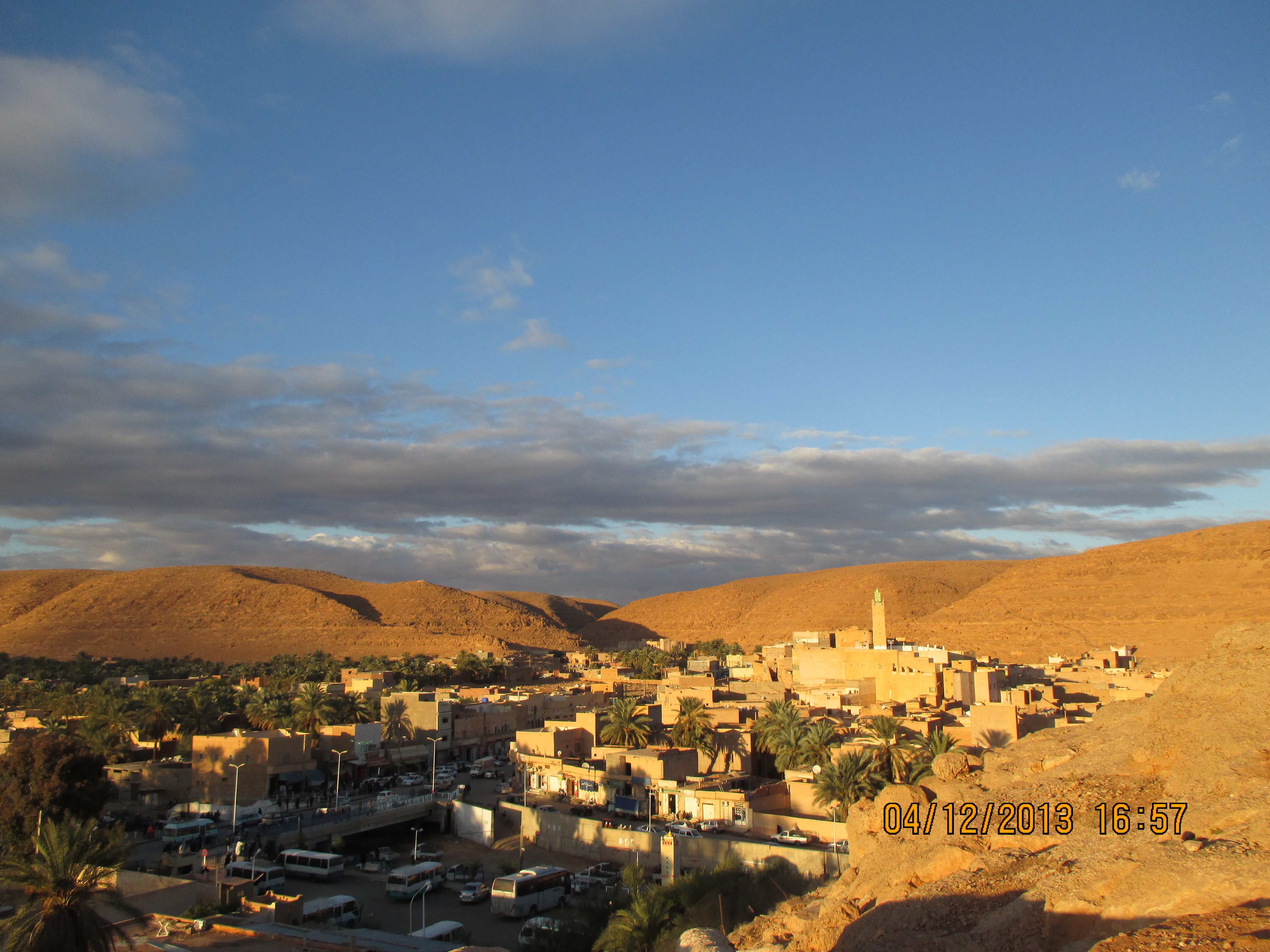
Ksar de Metlili.
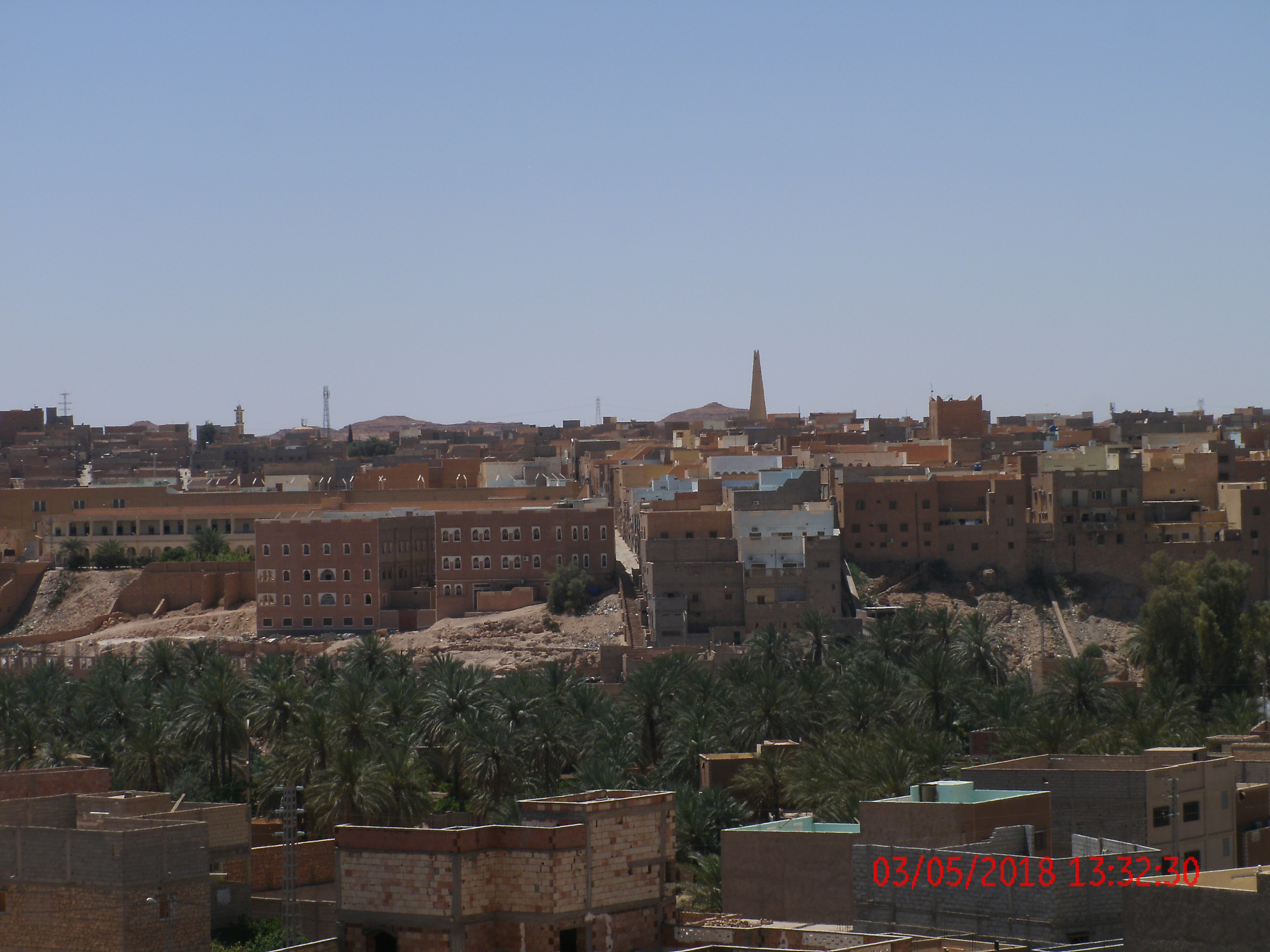
Ksar de Berriane.
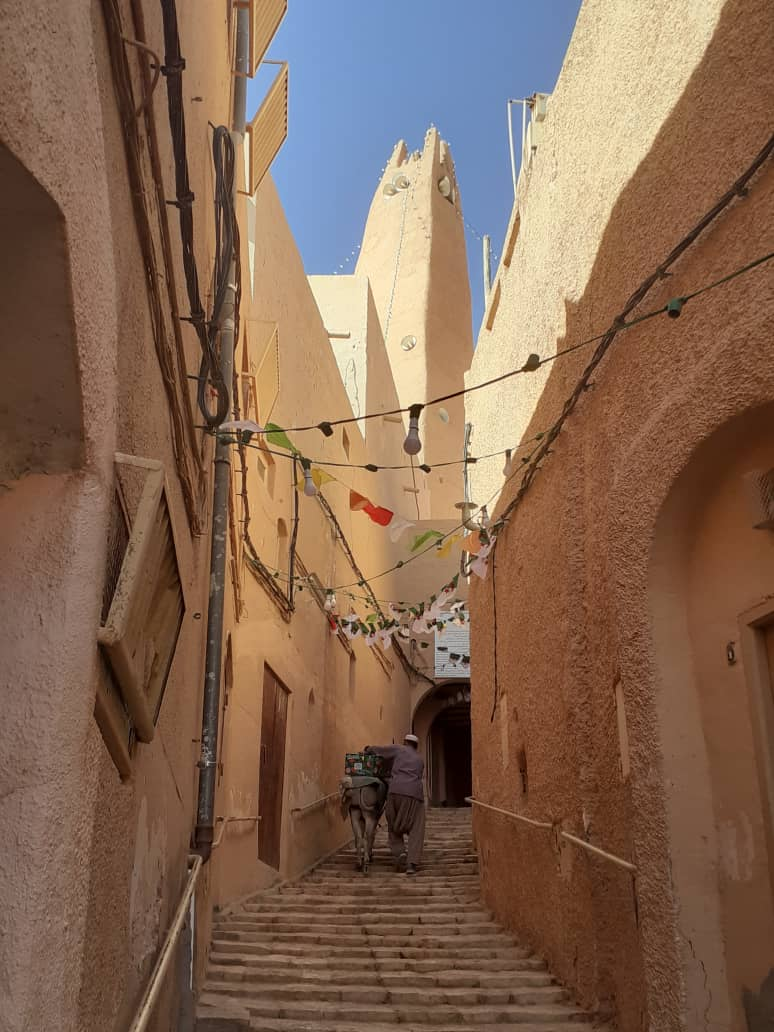
Ksar de Ghardaïa et grande mosquée.
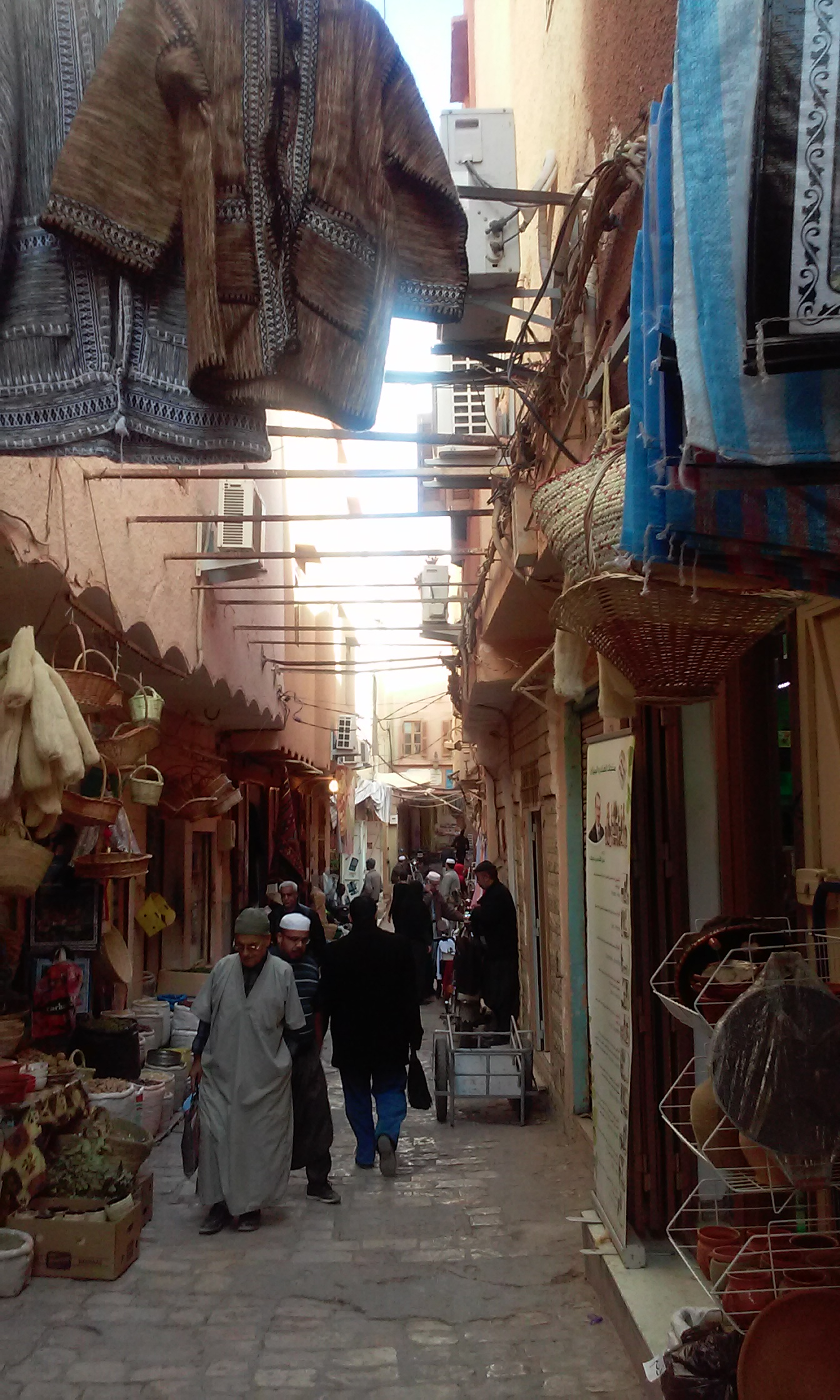
Ruelle du souk de Ghardaïa.
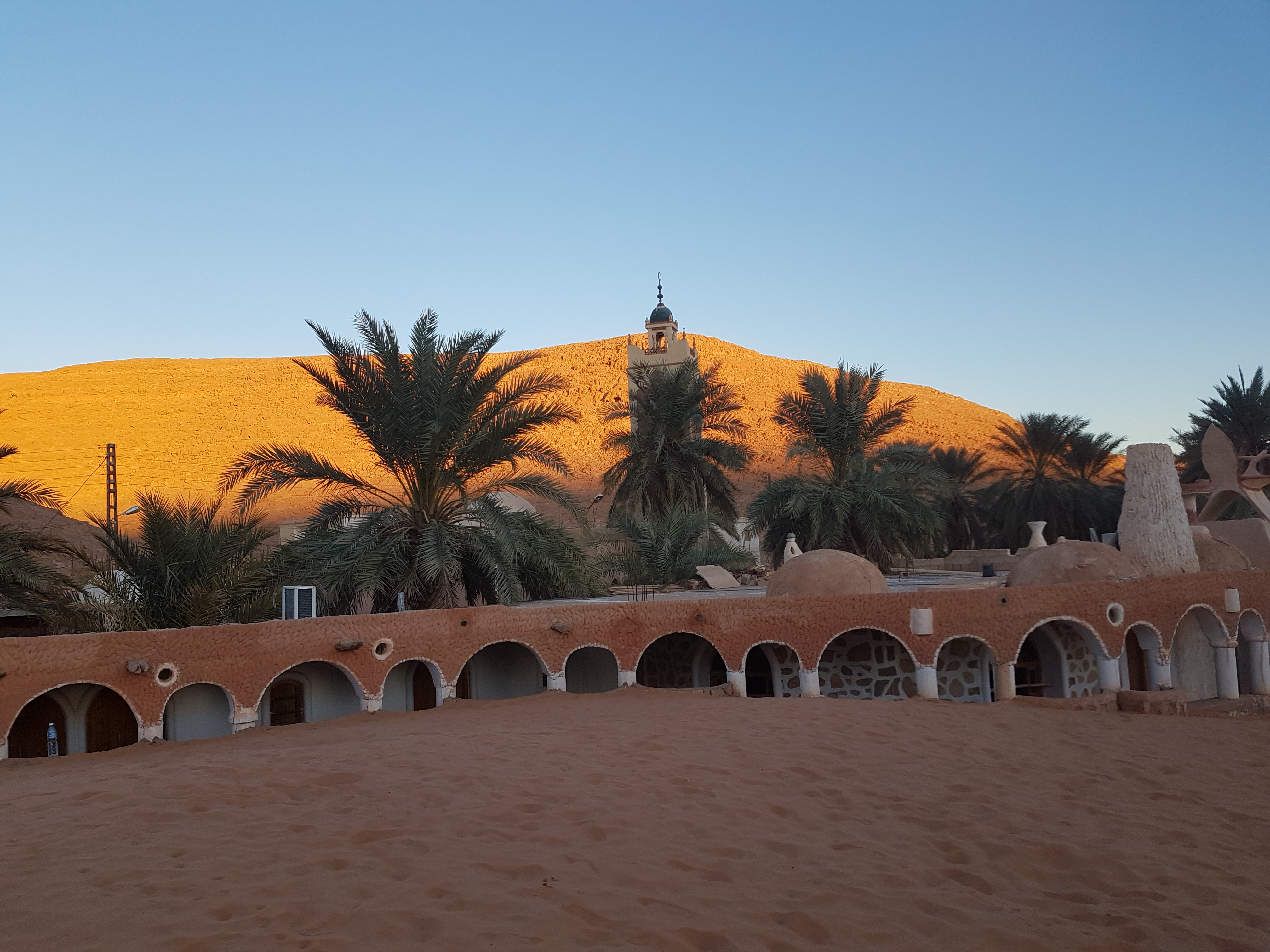
Dunes de Sebseb.
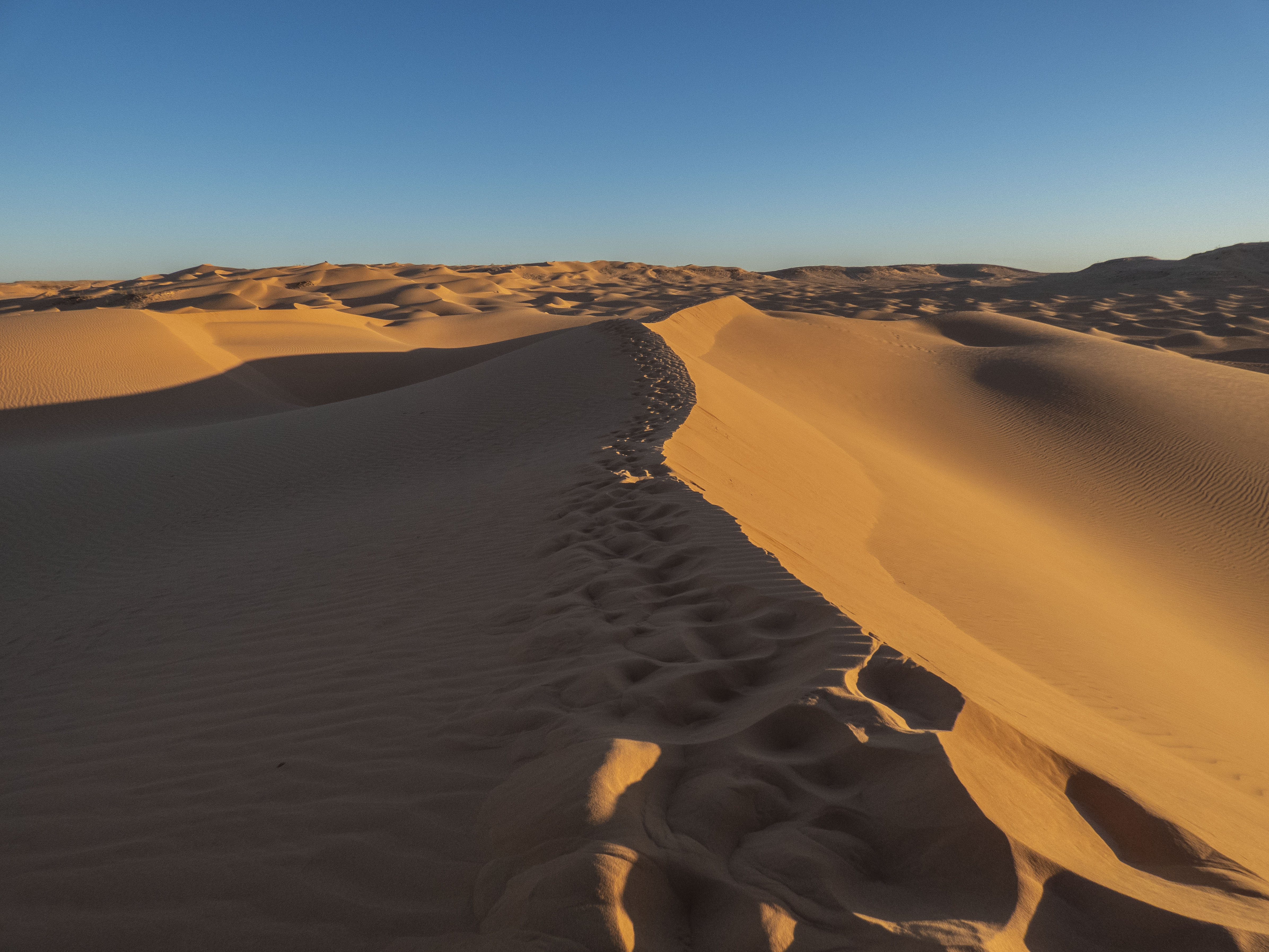
Dunes de Aïn Loussig, Mansoura.